# Нативизам
Нативизам је доктринарно схватање да је целокупан развој организма одређен превасходно урођеним чиниоцима, а да средина има секундарну улогу. Према нативистима, и човеков целокупни психички развој (развој сазнања, опажања, мишљења, мотива итд.) пресудно је одређен биолошким, урођеним факторима, што значи да постоје урођене категорије и закони опажања, мишљења и других психичких способности и функција на које учење и васпитање врло слабо делују.
Нативизам је такође политичко схватање по коме домороцима припада предност, односно промовисање интереса аутохтоног и староседелачког становништва противно интересима имигрантског становништва или досељеника.